# Largura
A palavra largura pode ser designada como a medida de uma distância que é perpendicular ao comprimento. Sendo uma medida de distância, sua unidade de medida no Sistema Internacional de Unidades é o metro. Por norma a largura é menor que o comprimento.